# Quận Hale, Texas
Quận Hale (tiếng Anh: County) là một quận trong tiểu bang Texas, Hoa Kỳ. Quận được đặt tên theo Lt. John C. Hale, anh hùng trong trận San Jacinto. Quận lỵ đóng ở thành phố Plainview6. Theo kết quả điều tra dân số năm  2000 của Cục điều tra dân số Hoa Kỳ, quận có dân số người.